# Le Scribe accroupi
Le Scribe accroupi est une statue égyptienne en calcaire peint, albâtre, cristal de roche et cuivre représentant un scribe égyptien assis en tailleur. Datant probablement de la IVe ou de la Ve dynastie (vers 2600 av. J.-C.), il provient de Saqqarah où il fut découvert en 1850 par l'archéologue français Auguste Mariette dans une tombe le long de l'allée des sphinx du Sérapéum. Le Louvre en a fait l'acquisition dès 1854. Il est conservé au musée du Louvre à Paris et compte parmi les chefs-d'œuvre de l'art de l'Ancien Empire égyptien.
À l'occasion des dix ans du Louvre-Lens, la statue est transférée et exposée dans le musée à partir du 2 février 2022, pour une durée d'un an.

## Description
Dans la stricte frontalité qui caractérise les statues égyptiennes, le scribe, assis en tailleur sur un socle peint en noir, est représenté dans l'acte d'écrire. Il est vêtu d'un pagne blanc simple. Il tenait autrefois dans sa main droite un calame (on voit encore le trou entre le pouce et l'index qui permettait de le maintenir en place) lui servant à écrire et l'on voit sur son pagne un papyrus étroit, partiellement déroulé. Ses cheveux noirs sont courts, figurés en léger relief et emboîtant la calotte crânienne ; ses oreilles sont détachées de la tête et finement détaillées.

Visage
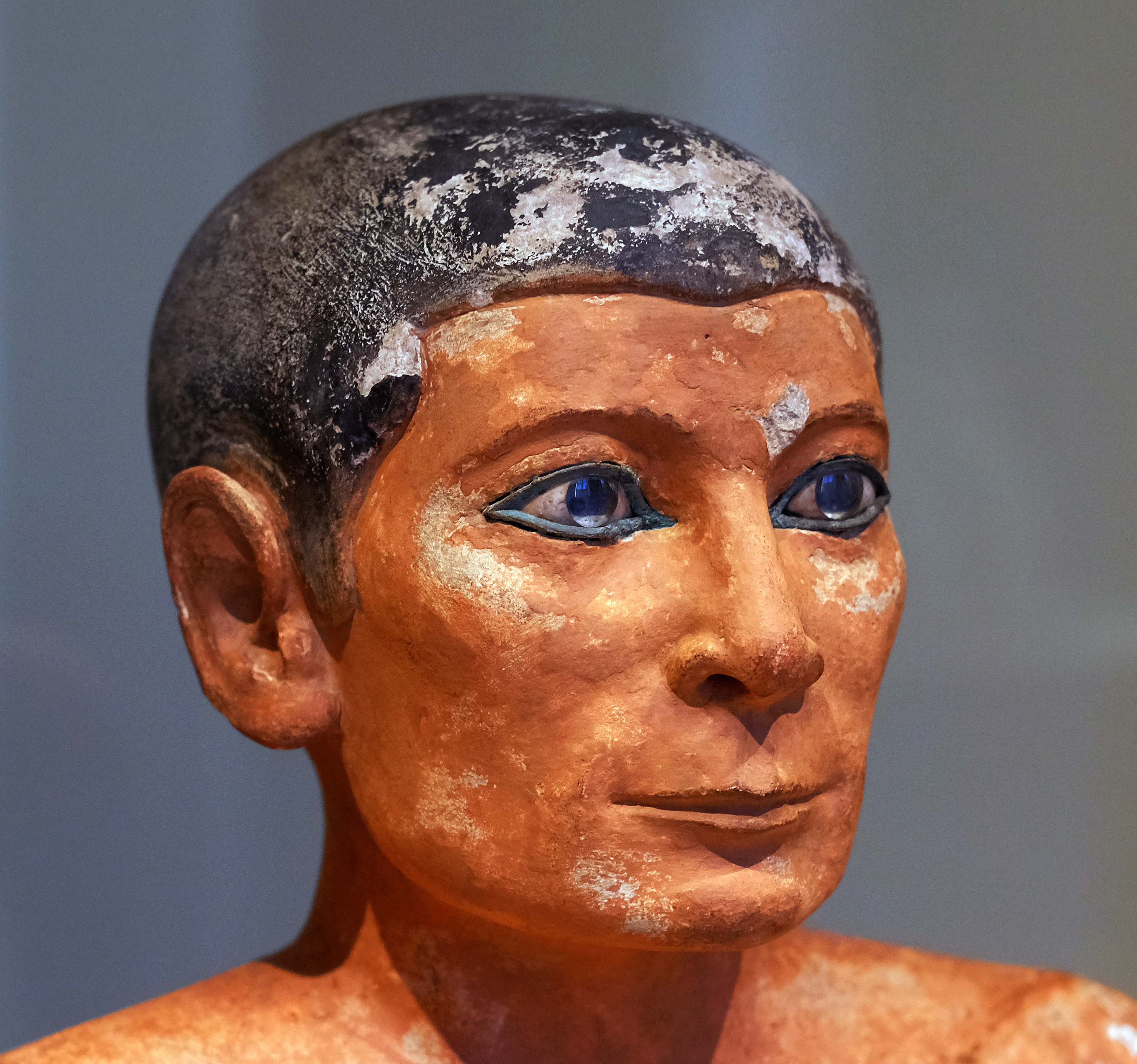
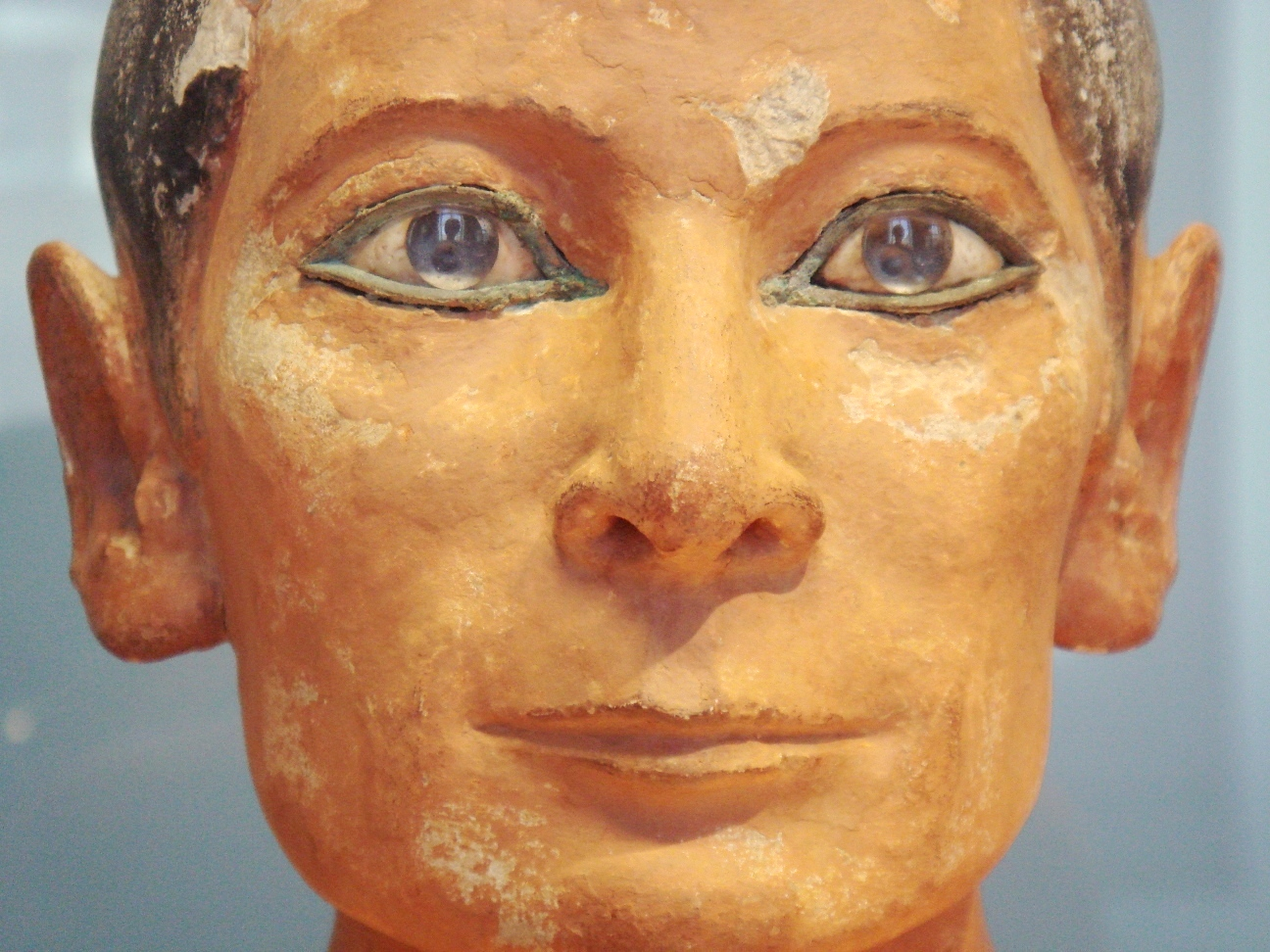
Détail du visage.

On note un effort d'individualisation dans la transcription des traits du personnage : c'est un visage aux traits anguleux, plutôt émacié, avec des pommettes hautes et des joues creuses. Le nez est fin tout comme la bouche et un trait de peinture marque les sourcils. Les yeux, particulièrement admirables, sont incrustés dans les orbites et se composent de magnésite blanche et de cristal de roche, conférant une grande présence au regard. Les épaules sont plutôt larges et l'on voit bien la dépression des clavicules. De dos, elles forment deux arêtes bien visibles.

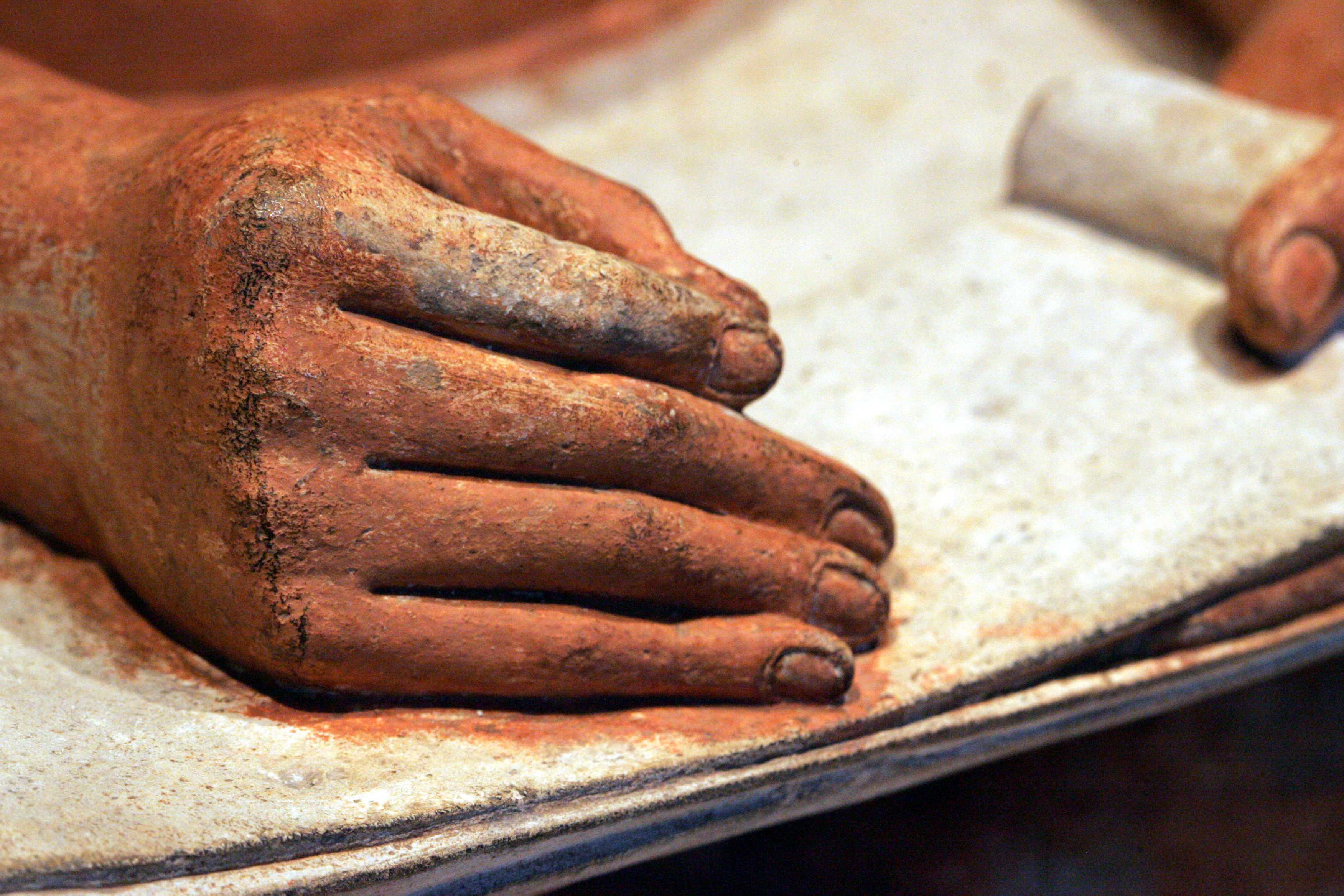
Détails des mains.

Son corps, notamment le torse, est marqué par un certain embonpoint, avec des bourrelets au niveau du ventre et des hanches. Les bras sont bien détachés du corps et leur musculature est peu marquée, cependant les mains sont d'une grande finesse, tous les doigts étant subtilement individualisés. Le volume des jambes est, quant à lui, décrit de façon plus schématique et l'on remarque que seuls trois de ses orteils sont représentés. Les mamelons sont réalisés en bois.
Même si l'attitude globale demeure un peu raide, la recherche du réalisme pour la figure, avec la qualité du modelé du visage, des mains et du torse, le regard vif du personnage et la très belle polychromie, entièrement intacte, font de ce scribe une œuvre majeure de l'art égyptien. Elle a été réalisée à une époque considérée comme l'âge d'or de la civilisation égyptienne, entre les IVe et Ve dynasties, qui sont celles des grandes pyramides de Gizeh.

## Identité du personnage
Retrouvé anépigraphe, aucun élément ne permet d'identifier le scribe du Louvre. L'inscription hiéroglyphique donnant le nom du personnage devait probablement se trouver sur un socle aujourd'hui manquant, vraisemblablement perdu lors de la fouille.
Quoi qu'il en soit, cette statue de scribe est, probablement, celle d'un personnage important de son époque et il ne s'agit en aucun cas d'un fonctionnaire comme les autres. Se faire figurer en scribe était une marque d'appartenance à l'élite sociale de l'Ancien Empire, suggérant que  le personnage n'était probablement, en réalité, pas un scribe, car les fils des pharaons apparaissent assez souvent de cette manière. Il est donc fort possible que le scribe accroupi du Louvre soit un fils de pharaon de la IVe ou Ve dynastie, hypothèse étayée par la très grande qualité de la sculpture.
Quand il fut retrouvé en 1850, il était placé dans la chapelle de culte de la tombe. On peut en déduire que la statue participait aux cérémonies et recevait les offrandes pour le défunt et que sa fonction avait un caractère funéraire.